# Allen Henry Vigneron
Allen Henry Vigneron (Mount Clemens, 21 de outubro de 1948) é prelado norte-americano da Igreja Católica Romana. É o atual arcebispo de Detroit. Anteriormente, fora bispo-auxiliar da dita arquidiocese, de 1996 a 2003, quando foi transferido para Diocese de Oakland. Aí esteve até 2009, quando retornou a Detroit, desta vez, como ordinário.

## Biografia

### Juventude
Vigneron nasceu em Mount Clemens, Michigan, o primogênito dos seis filhos de Bernardine (Kott) e Elwin Vigneron, de Fair Haven. Cresceu na Paróquia Imaculada Conceição de Anchorville, em cuja escola concluiu seu curso primário.
Em setembro de 1962, entrou para o programa de ensino médio do Seminário Sagrado Coração, de Detroit, onde também deu início aos seus estudos superiores. Em junho de 1970, ele foi graduado com um bacharelado em artes com especialização em línguas clássicas e filosofia. Foi então enviado a Roma, Itália, para continuar sua educação teológica na Pontifícia Universidade Gregoriana, onde obteve diploma de bacharel em Teologia Sagrada em 1973. Retornou aos Estados Unidos no ano seguinte, para cumprir seu estágio como diácono transitório na Paróquia São Clemente de Roma em Romeo, Michigan.

### Presbiterado
Vigneron foi ordenado presbítero em 26 de julho de 1975, na Igreja Paroquial de São Clemente de Roma, por imposição das mãos do cardeal-arcebispo John Francis Dearden. Em seguida, foi enviado como pároco associado da Paróquia Nossa Senhora Rainha da Paz em Harper Woods. Em 1976, retornou a Roma para um ano de estudo para completar o trabalho necessário para sua licenciatura em Teologia Sagrada, a qual alcançou na Universidade Gregoriana em 1977, reassumindo seu trabalho pastoral em Harper Woods logo após.
Por determinação do cardeal Dearden, Vigneron iniciou estudos de pós-graduação na Escola de Filosofia na Universidade Católica da América, em Washington, no outono de 1979. Ele concluiu seu mestrado em Filosofia em 1983 e o doutorado em maio de 1987. Em janeiro de 1985, antes de concluir sua tese de doutorado, Vigneron retornou a Detroit para lecionar filosofia e teologia no Seminário Sagrado Coração. Em janeiro de 1988, ele foi nomeado decano acadêmico do Seminário e se tornou um membro essencial da equipe que trabalhava para transformar aquela instituição num seminário maior, oferecendo educação teológica de pós-graduação.
No outono de 1991, Vigneron retornou a Roma para servir como oficial da Seção Administrativa da Secretaria de Estado da Santa Sé, e também como instrutor adjunto da Universidade Gregoriana. Retornou a Detroit na primavera de 1994 para se tornar o segundo reitor-presidente do refundado Seminário Maior do Sagrado Coração. Na época, foi nomeado prelado de honra pelo Papa João Paulo II.

### Episcopado
Em 12 de junho de 1996, Vigneron foi nomeado bispo-auxiliar da Arquidiocese de Detroit, preconizado com a sé titular de Sault Sainte Marie. Recebeu a sagração episcopal em 9 de julho seguinte, na Catedral Metropolitana de Detroit, pelas mãos do então arcebispo cardeal Adam Maida, tendo os cardeais James Hickey, arcebispo de Washington e Edmund Szoka, emérito de Detroit, como co-consagrantes. Além de permanecer na reitoria do seminário maior, Vigneron então tornou-se responsável pelo suporte pastoral à região nordeste da Arquidiocese de Detroit.
Em 10 de janeiro de 2003, foi transferido como coadjutor para a Diocese de Oakland, na Califórnia, sucedendo como ordinário da mesma em 1 de outubro. Durante seu período à frente daquela diocese, supervisionou o projeto e a construção de uma nova catedral, chancelaria, centro de conferências e jardim de cura dedicado às pessoas abusadas pelo clero.
O Papa Bento XVI escolheu Vigneron para suceder ao cardeal Maida como quinto arcebispo de Detroit em 5 de janeiro de 2009. Vigneron tomou posse vinte dias depois e, desde então, seu governo tem se notabilizado por seu caráter missionário.
Durante todo o ano de 2016, houve sessões de oitivas em todas as paróquias para aprender como os fiéis sentiam a arquidiocese poderia passar da manutenção à missão. Em novembro, Vigneron conduziu um sínodo durante o qual mais de 400 participantes, entre clérigos, religiosos e leigos, discerniram sobre um plano para renovar a Igreja de Detroit. O fruto desses esforços foi a carta pastoral Unleash the Gospel, publicada na festa de Pentecostes de 2017. Neste documento, Vigneron roteirizou toda a ação missionária a se proceder a evangelização naquela igreja particular.
Em novembro de 2019, Vigneron foi eleito vice-presidente da Conferência dos Bispos Católicos dos Estados Unidos.